# Tag Team Wrestling
Tag Team Wrestling (Japans: The Big Pro Wrestling!; ザ・ビッグプロレスリング) is een computerspel dat in 1986 uitkwam voor verschillende homecomputers. De nadruk bij dit worstelspel ligt op teams. Het spel kan met een of twee personen gespeeld worden.

## Platforms
| Jaar | Platform                               |
| ---- | -------------------------------------- |
| 1984 | Aracade                                |
| 1986 | Apple II, Commodore 64, NES, PC Booter |

## Ontvangst
| Beoordeeld door | Platform     | Datum        | Score |
| --------------- | ------------ | ------------ | ----- |
| HonestGamers    | NES          | 4 april 2008 | 30%   |
| Happy Computer  | Commodore 64 | mei 1987     | 17%   |